# Mbangue
Mbangue est un village de la région du Centre du Cameroun, situé dans la commune de Bot-Makak. 

## Population et développement
En 1962, la population de Mbangue était de 169 habitants. La population de Mbangue était de 318 habitants, lors du recensement de 2005. La population est constituée pour l’essentiel de Bassa.  